# Премия НАН Украины имени Н. М. Крылова
Премия имени Н. М. Крылова — премия имени математика Н. М. Крылова. Учреждена постановлением СМ УССР от 12.06.1964 No 595 и постановлением Президиума АН УССР от 17.07.1964 No 188. Премия присуждается за выдающиеся научные работы в области нелинейной механики и прикладной математики (Отделение математики НАН Украины).

## Список лауреатов[1]
1965 - 1974
- 1965 Боголюбов, Николай Николаевич - за работы «О квазипериодических решениях в задачах нелинейной механики» и «Одночастотные свободные колебания в нелинейных системах с многими степенями свободы»
- 1967 Глушков, Виктор Михайлович — за цикл работ по теоретической кибернетике
- 1968 Писаренко, Георгий Степанович — за цикл работ в области нелинейной механики
- 1969 Митропольский, Юрий Алексеевич - за цикл работ по нелинейной механике, посвященных разработке метода ускоренной сходимости в задачах нелинейной механики и развитию принципа сведения в теории линейных дифференциальных уравнений с квазипериодическими коэффициентами
- 1970 Гихман, Иосиф Ильич; Скороход, Анатолий Владимирович - за цикл работ по теории стохастических дифференциальных уравнений и марковских процессов
- 1971 Михалевич, Владимир Сергеевич - за цикл работ по последовательным методам оптимизации
- 1972 Дородницын, Анатолий Алексеевич - за цикл работ по асимптотическим методам решения уравнений Ван-дер-Поля и ряда других классов дифференциальных уравнений
- 1973 Штокало, Иосиф Захарович - за цикл работ по операционным методам счисления
- 1974 Черников Сергей Николаевич - за цикл работ по системам линейных неравенств

1975 - 1984
- 1975 Ляшко, Иван Иванович - за цикл работ по численно-аналитическим методам решения краевых задач математической физики
- 1976 Королюк, Владимир Семёнович - за цикл фундаментальных работ по изучению предельных функционалов, посвященных разработке нового универсального метода решения предельных задач, позволяющего свести решение различных предельных задач к изучению только одного функционала - потенциала случайного блуждания
- 1977 Кононенко Виктор Олимпанович  - за цикл работ «Исследование динамического взаимодействия колебательных систем с источником энергии»
- 1978 Коляно Юрий Михайлович, Подстригач, Ярослав Степанович - за цикл работ «Математические основы термомеханики»
- 1979 Крейн, Марк Григорьевич - за цикл работ по теории интегральных уравнений
- 1980 Березанский Юрий Макарович - за монографию "Самосопряженные операторы в пространствах функций бесконечного числа переменных"
- 1981 Самойленко Анатолий Михайлович, Мартынюк Анатолий Андреевич, Мищенко, Евгений Фролович - за цикл трудов "Разработка аналитических и качественных методов нелинейной механики и их применение"
- 1982 Парасюк, Остап Степанович - за цикл работ «Обоснование вычитательной процедуры в квантовой теории поля»
- 1983 Марченко, Владимир Александрович - за монографию «Операторы Штурма Лиувилля и их приложения»
- 1984 Белоколос Евгений Дмитриевич, Петрина Дмитрий Яковлевич, Курбатов О. М. - за цикл работ «Точно интегрированные нелинейные системы статистической механики»

1985 - 1994
- 1985 Барьяхтар, Виктор Григорьевич - за цикл работ «Спиновые гамильтонианы, их симметрия и асимптотические свойства спектров магнонов»
- 1986 Боголюбов Павел Николаевич, Пелетминский, Сергей Владимирович, Юхновский Игорь Рафаилович - за цикл работ «Математические методы исследования систем со спонтанно нарушенной симметрией»
- 1987 Кошляков Владимир Николаевич, Фущич Вильгельм Ильич - за цикл работ «Аналитические методы исследования динамических систем»
- 1988 Погорелов Алексей Васильевич - за цикл работ «Многомерное уравнение Монжа — Ампера»
- 1989 Ахиезер, Илья Александрович, Боголюбов Николай Николаевич (мл.), Боровик Андрей Евгеньевич - за цикл работ «Нелинейные модели теоретической и математической физики»
- 1990 Кадышевский, Владимир Георгиевич, Шкиль Николай Иванович, Лучка А. Ю. -  за цикл работ «Развитие аналитических и асимптотических методов решения дифференциальных, интегральных и интегродифференциальных уравнений и их применение к задачам математической и теоретической физики»
- 1991 Дзядык, Владислав Кириллович, Шевчук Ирина Александровна, Коновалов В. М. - за цикл работ «Приближение дифференцированных функций и аппроксимационные методы решения дифференциальных и интегральных уравнений»
- 1992 Скрыпник, Игорь Владимирович, Петришин Вальтер Володимир - за цикл работ «Топологические характеристики нелинейных операторов и их применение»
- 1993 Ядренко Михаил Иосифович, Гирко Вячеслав Николаевич, Леоненко Николай Николаевич - за цикл трудов «Теория случайных полей операторов и её применение»
- 1994 Горбачук Мирослав Львович - за серию научных работ «Пространства основных и обобщенных векторов замкнутого оператора и их применение в исследовании решений операторно-дифференциальных уравнений»

1995 - 2004
- 1995 Горр Геннадий Викторович, Ковалёв Александр Николаевич, Савченко Олег Яковлевич - за цикл исследований «Динамика, устойчивость, управляемость систем связанных твердых тел»
- 1996 Хруслов Евгений Яковлевич. Котляров Владимир Петрович - за цикл трудов «Распад решений нелинейных эволюционных уравнений на асимптотические солитоны»
- 1997 Боголюбов Николай Николаевич (мл.), Боголюбов Алексей Николаевич, Лыкова О. Б. - за цикл трудов «Развитие и исследование конструктивных методов решения задач нелинейной механики и математической физики»
- 1998 Перестюк Николай Алексеевич, Радзиевский Григорий Вадимович, Гребенников Евгений Александрович - за цикл трудов «Современные методы исследования динамических систем»
- 1999 Бурак Ярослав Иосифович, Гачкевич Александр Романович, Терлецкий Ростислав Федорович - за цикл работ «Математические модели и краевые задачи термомеханики электропроводных континуальных систем»
- 2001 Луковский Иван Александрович, Харламов Павел Васильевич, Тимоси Александр Николаевич - за цикл работ по математическим проблемам аналитической механики
- 2003 Борисенко Александр Андреевич, Аминов Юрий Ахметович, Шарк Владимир Васильевич - за цикл работ «Разработка геометрических и топологических методов исследования многовидов и подмноговидов»

2005 - 2014
- 2005 Гутлянский Владимир Яковлевич, Тамразов Промарз Меликович, Шеремета Мирослав Николаевич - - за серию работ "Геометрические и аналитические методы в комплексном анализе"
- 2007 Макаров Владимир Леонидович, Степанец Александр Иванович, Фахраддин Абдуллаев - за цикл работ «Современные методы теории аппроксимации и интерполяции»
- 2010 Никитин Анатолий Глебович, Осадчук Василий Антонович, Теплинский Юрий Владимирович - за цикл работ "Развитие групповых и асимптотических методов в теории дифференциальных уравнений и их применение в моделях математической физики, математической биологии и механики"
- 2013 Козаченко Юрий Васильевич, Мишура Юлия Степановна, Працевитый Николай Викторович - за цикл научных трудов «Фрактальные и аппроксимационные схемы в теории случайных процессов и их применение»

2015 - 2024
- 2015 Войтович Николай Николаевич, Кутнев Мирослав Владимирович, Чекурин Василий Феодосьевич - за цикл научных трудов «Математические модели, многочисленные и аналитико-многочисленные методы для нелинейных задач, возникающих в теории физических полей разной природы»
- 2018 Кушнир Роман Михайлович, Петришин Роман Иванович, Пьянил Ярослав Данилович - за цикл трудов "Развитие аналитически многочисленных и качественных методов исследования дифференциальных уравнений и их применение к решению задач механики и тепломассопереноса"[2]